# 羅素1000指數
羅素1000指數（LSE：RUI）是羅素3000指數中市值最大的1000隻股票的股票市場指數，這些股票約佔該指數總市值的93%。該指數於1984年1月1日推出，由倫敦證券交易所集團的旗下的子公司FTSE Russell維護。截至2021年12月31日，羅素1000指數股票的加權平均市值為6081億美元，中位市值為151億美元。截至2020年5月8日，成分股的市值從18億美元到1.4萬億美元不等。